# موریلو (تگزاس)
موریلو (به انگلیسی: Murillo) یک منطقهٔ مسکونی در ایالات متحده آمریکا است که در شهرستان ایدالگو، تگزاس واقع شده‌است. موریلو ۱۸٫۰ کیلومتر مربع مساحت و ۷٬۳۴۴ نفر جمعیت دارد و ۲۹ متر بالاتر از سطح دریا واقع شده‌است.